# Elaeocarpus brunneotomentosus
Elaeocarpus brunneotomentosus är en tvåhjärtbladig växtart som beskrevs av R. Weibel. Elaeocarpus brunneotomentosus ingår i släktet Elaeocarpus och familjen Elaeocarpaceae. Inga underarter finns listade i Catalogue of Life.